# Ketha (zespół muzyczny)
Ketha – polski zespół muzyczny z pogranicza alternatywy/metalu/mathcoru, debiutujący w 2008 roku i mający na koncie łącznie sześć wydawnictw.

## Życiorys
Metal w wersji alternatywnej. Powołany do życia w 2008 roku wraz z wydaniem debiutanckiego "III-ia" w barwach Debello Recordings (USA) i 0v0 Art Productions w Polsce. Wkrótce po tym, Ketha ruszyła z promocją materiału grając u boku m.in. Vader, Riverside, Blindead, Antigamy, a także w roli supportu na europejskich koncertach grupy Minsk. Gościnnie zespół wspomagał Rafał "Rasta" Piotrowski, który niedługo później dołączył do nowego składu Decapitated.
Drugi album zespołu ukazał się w 2012 nakładem Instant Classic. "2nd sight" został zarejestrowany w studiach Spaart oraz Kokszoman/Złota Skała. Miksem zajął się Piotr Łukaszewski (wówczas - Red Studio, obecnie Custom34), a masteringiem Szymon Czech (współzałożyciel Nyia, Prophecy).
Z niemal całkowicie nowym składem (z "oryginalnych" muzyków pozostał MrTrip) Ketha powróciła w 2015 roku, wydając 17-minutową EP-kę. Grupa kontynuowała swój muzyczny rozwój, miksując ciężki, metalowy groove z sekcją dętą i elektroniką. Zmasterowana przez Jamesa Plotkina (Khanate, Phantomsmasher) "#!%16.7" przyniosła potężne riffy w otoczeniu psychodelicznego klimatu. Na EP-kę złożyło się w sumie 12 kompozycji tworzących nierozerwalną całość. W warstwie tekstowej sięgnięto do literatury Stanisława Lema, eksplorując tematy obcej inteligencji, ograniczeń cywilizacyjnych i miejsca ludzkości we wszechświecie.
Zespół koncertował następnie, m.in. na głównej scenie OFF Festiwalu.
“0 hours starlight”, czwarte wydawnictwo, ukazało się 17 listopada 2017 i przyniosło 41 minut muzyki zamkniętej w 8 utworach. Wydawcą zostało Selfmadegod Records. W ramach promocji Ketha występowała na trasie u boku Merkabah, So Slow, a także w ramach Metalmanii 2018.
W 2018, wraz z wydaniem instrumentalnej epki "Magnaminus", zespół ogłosił zakończenie działalności.
2023 to powrót grupy do aktywności. Wydany w tym roku pełny album "Wendigo" zebrał doskonałe recenzje i zaowocował kilkudziesięcioma koncertami na przełomie 2023 i 2024, w tym występie na festiwalu Summer Dying Loud.

## Dorobek artystyczny
- Mantra Te-Blood (demo, 2007)
- III-ia (2008, Debello Recordings/0v0 Art Promo)
- 2nd sight (2012, Instant Classic)
- #!%16.7 (EP, 2015, Instant Classic)
- 0 hours starlight (2017, Selfmadegod Records)
- Magnaminus (EP, 2018, self-released)
- Wendigo (2022, Moans Music)

## Skład
- Michał Bartosik - bas
- Maciej Dzik - perkusja
- Łukasz Kursa - gitara
- MrTrip - gitara, wokal

Byli członkowie
- Bartek Kaliszczak - gitara
- Czarek Wal - gitara
- Wawrzyniec Fularz - perkusja
- Tomasz Płaza - gitara basowa
- Sebastian Kucharski - gitara basowa
- Grzegorz Kiełbowicz - gitara
- Rafał "Rasta" Piotrowski - wokal